# Касима, Эцу

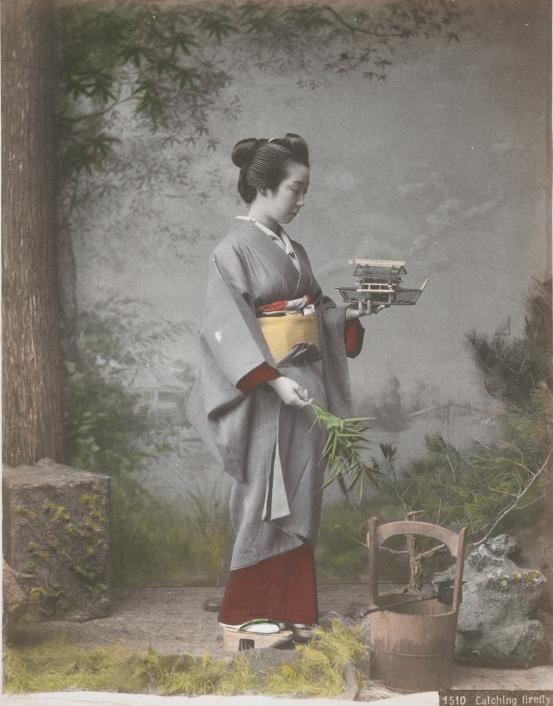
«Понта». Фото Касимы Сэйбэя

Касима Эцу (яп. 鹿嶋恵津, 20 ноября 1880, Синагава — 22 апреля 1925) — знаменитая гейша из токийского квартала Симбаси. Её псевдонимом было «Понта» (яп. ぽん太). Благодаря своей красоте Касима часто появлялась в рекламе пива сети магазинов Meidi-Ya и на открытках. Касима стала второй женой купца и известного фотографа Касимы Сэйбэя и многократно ему позировала. Пара Эцу и Сэйбэя послужила прототипами для книги Мори Огая «Сто сказаний» (яп. 百物語).

## Биография

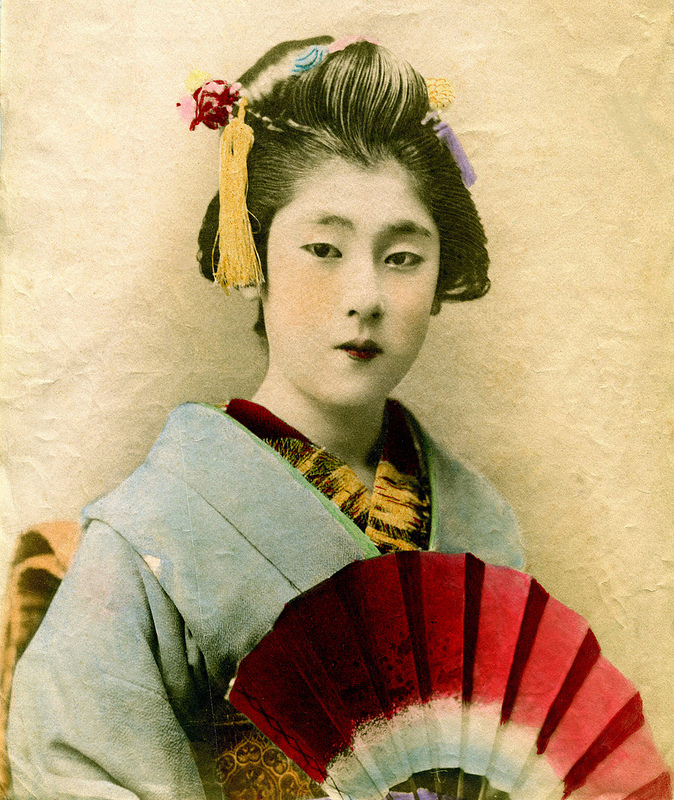
Хангёку Понта в Симбаси

Понта родилась в 1880 году в токийском районе Синагава и получила имя Танида Эцу(ко) (яп. 谷田恵津（子）). Вслед за старшей сестрой Эцу отправилась в окия Тама-но-иэ (яп. 半玉), где стала хангёку под профессиональным псевдонимом «Понта». Карьера Понты была очень успешной, она стала звездой Симбаси. У неё было множество поклонников, среди них — поэт Мокити Сайто, который восхищённо описывал элегантность танца Понты в своих стихах и посвятил ей эссе «Район Мисудзи-мати» (яп. 三筋町界隈 мисудзи-мати кайвай).
Предполагалось, что она станет наследницей хозяйки окия, однако один из её постоянных клиентов, Сэйбэй Касима, выкупил её из гейш в 1897 году, когда ей было 17 лет, и женился на ней. Эцу была постоянной героиней его фотоснимков.
Сэйбэй закрыл свою токийскую фотостудию и уехал с Эцу в Осаку, где некоторое время семья жила на деньги от продажи фотографий, однако достаточно зарабатывать этим они не смогли. Вернувшись в Токио, Сэйбэй снова открыл фотостудию. При неосторожном обращении с порохом фотограф получил ранение, которое не позволяло ему более продолжать фотографировать, и с этих пор зарабатывал как мастер игры на флейте, а Эцу работала инструкторшей нагауты и японского танца, за что получила прозвище «верная жена Понта» (яп. 貞女ぽん太 тэйдзё понта). Благодаря мастерству Эцу семья зарабатывала 500 иен в месяц (средняя зарплата конторского работника в те годы составляла 150 иен).
Эцу родила от Сэйбэя 12 детей, из которых двое умерли во младенчестве. Один из сыновей Эцу стал актёром но. Старшая дочь Эцу, Куни, была удочерена режиссёром Цубоути Сёё и стала специалисткой по английской литературе и танцовщицей.
В 1924 году Сэйбэй умер естественной смертью. Спустя год, Эцу умерла от опухоли печени в возрасте 44 лет. Эцу похоронена на кладбище Тама. Сайто Мокити регулярно посещал её могилу.